# Аті-Валь-де-Рувр
Аті-Валь-де-Рувр (фр. Athis-Val de Rouvre) — муніципалітет у Франції, у регіоні Нижня Нормандія, департамент Орн. Аті-Валь-де-Рувр утворено 1 січня 2016 року шляхом злиття муніципалітетів Аті-де-л'Орн, Бреель, Ла-Карней, Нотр-Дам-дю-Роше, Ронфежре, Сегрі-Фонтен, Тайбуа i Ле-Турай. Адміністративним центром муніципалітету є Аті-де-л'Орн. Населення — 4216 осіб (01.01.2021).